# Marc van Oostendorp
Marc van Oostendorp (Rotterdam, 15 december 1967) is een Nederlandse taalkundige en esperantist die zich onder meer richt op de dialectologie en interlinguïstiek. Sinds 1999 is hij senior-onderzoeker aan het Meertens Instituut en tussen 2007 en 2017 bekleedde hij aan de Universiteit Leiden de functie van hoogleraar Fonologische Microvariatie. Sinds september 2017 werkt hij aan de Radboud Universiteit als hoogleraar Nederlands en Academische Communicatie. Naast zijn professionele werk levert Van Oostendorp regelmatig taalgerelateerde bijdragen voor een breder publiek.
In Vlaanderen en Nederland is Van Oostendorp bekend als auteur voor het tijdschrift Onze Taal. Sinds 2004 treedt hij wekelijks op als taalkundig commentator voor Radio Noord-Holland en op de website van het elektronisch tijdschrift voor de neerlandistiek Neder-L (thans neerlandistiek.nl) verzorgt hij bijna dagelijks columns. Samen met de Vlaamse tekstschrijver Erik Dams geeft hij driemaal per week de e-mailnieuwsbrief Taalpost uit over taalkundige onderwerpen in het algemeen en het Nederlands in het bijzonder. Verder heeft Van Oostendorp bijdragen geleverd aan onder meer het NRC Handelsblad, het Leidse universiteitsblad Mare en het weblog Sargasso. Ook baat hij een YouTube-kanaal uit.

## Korte biografie

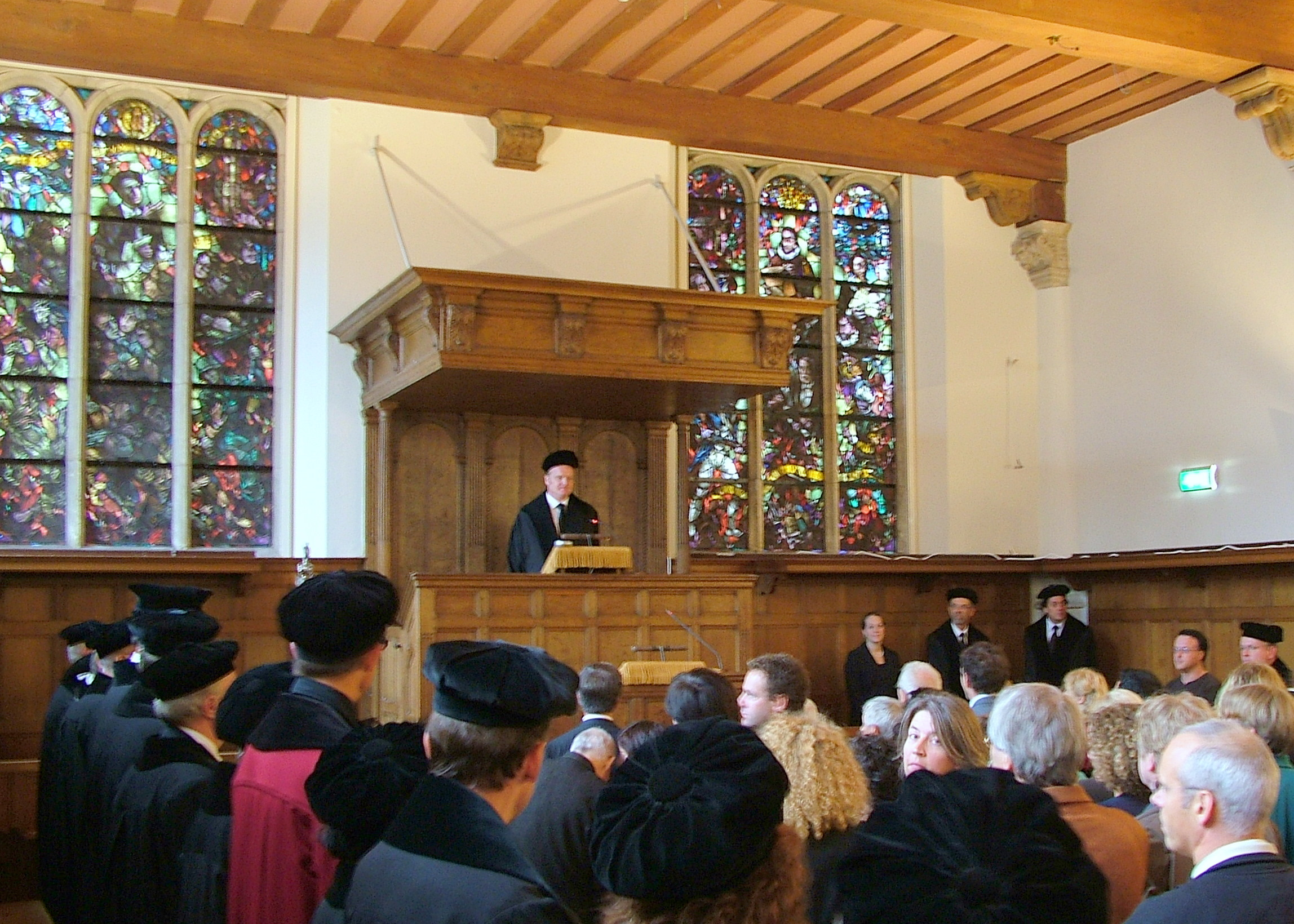
Van Oostendorps oratie in het Leidse academiegebouw (2008)

Van Oostendorp is geboren in Rotterdam en groeide op in 's-Hertogenbosch, samen met zijn jongere zus Marije van Oostendorp. Hij behaalde zijn propedeuse in de Nederlandse Nederlandse Taal- en Letterkunde aan de Universiteit Leiden in 1987, waarna hij aan de Universiteit Tilburg in 1991 afstudeerde op het onderwerp Taal en Informatica en in 1995 promoveerde, beide cum laude.
In 1995 stichtte hij het Project Laurens Jz Coster, een gratis bibliotheek gemodelleerd op Project Gutenberg met elektronische edities van klassieke Nederlandse literatuur.
Van september 1997 tot januari 2001 was Van Oostendorp bijzonder hoogleraar in de interlinguïstiek en het Esperanto aan de Universiteit van Amsterdam. Ook heeft hij meerdere gastposities bekleed aan de universiteiten van Essex, Toronto, Amherst (Massachusetts), Olomouc, Tromsø, Trondheim, Verona en Barcelona. Van 2007 tot 2017 was hij hoogleraar fonologische microvariatie aan de Universiteit Leiden. Sinds 2017 werkt hij als hoogleraar Nederlands en Academische Communicatie aan de Radboud Universiteit.
Sinds 2015 verzorgt Van Oostendorp in samenwerking met collega's en studenten van de Universiteit Leiden de massive open online course Miracles of Human Language: An Introduction to Linguistics.

## Selectie van publicaties

### Populair
- Tongval: Hoe klinken Nederlanders?, Amsterdam: Prometheus, 1996. ISBN 9789053334515 (Uitgebreide elektronische versie)
- Rotterdams (nr. 8 in de serie Taal in stad en land onder redactie van Nicoline van der Sijs), Den Haag: SdU, 2002. (pdf)
- Steenkolen-Engels. Een pleidooi voor normvervaging, Amsterdam: L.J. Veen, 2002. (pdf) ISBN 9789020457490
- Verandering en verloedering. Normen en waarden in het Nederlands, Amsterdam: Amsterdam University Press–Salomé, 2003 (i.s.m. Hans Bennis en Leonie Cornips, met illustraties van Hein de Kort). (pdf)
- Een wereldtaal: geschiedenis van het Esperanto. Amsterdam: Athenaeum, Polak & Van Gennep, 2004. (pdf) ISBN 9789025336820
- Dat is andere taal! Streektalen en dialecten van Nederland, Winkler Prins, 2012 (i.s.m. Rien van den Berg).[9]
- Taalverloedering. Een hoorcollege over de veranderingen in het Nederlands in de 21e eeuw, hoorcollege op cd, Home Academy, 2012.[10]
- Klankencyclopedie van het Nederlands, e-book, 2013.[11]
- Heb je nou je zin! Een zoektocht naar de mooiste, langste, diepste en laatste zinnen, Amsterdam: Bert Bakker–Prometheus, 2013. (pdf)

### Wetenschappelijk
- Phonological Projection: A Theory of Schwa in Optimality Theory, Berlijn: Mouton De Gruyter, 2000. ISBN 9783110154221
- Fonologie. Uitnodiging tot de klankleer van het Nederlands, Amsterdam: Amsterdam University Press, 2004 (i.s.m. Jan Kooij)[12]
- The Blackwell Companion to Phonology, Wiley–Blackwell, 2011 (i.s.m. Colin J. Ewen, Elizabeh Hume en Keren Rice)[13]